# محمود جلال (رسام)
حمود جلال (1911 - 1975)، هو فنان ورسام ونحات سوري، ولد في طرابلس ليبيا، ويعد أحد القادة الأوائل لحركة الفن الحديث في سوريا.

## السيرة الذاتية
ولد محمود جلال عام 1911 بطرابلس، ليبيا، توفي عام 1975 في دمشق، سوريا، شارك في بداية بناء المؤسسات الأكاديمية والفنية وتطوير المعاهد الفنية المحلية.
عُرضت أعماله الفنية على المستوى الوطني والدولي خلال حياته وحتى يومنا هذا، مثّل أعماله الفنية بشكل جيد في المتحف الوطني بدمشق.
وفي أحد المعارض المقامة في المتحف لتكريم محمود جلال عام 1993، تحدث الناقد الراحل ومدير مديرية الفنون الجميلة بدمشق آنذاك، طارق الشريف، عن مساهمة جلال كفنان، فضلاً عن عمله الفني.“مربي أجيال من الفنانين، وشخصية متميزة داخل حركتنا الفنية". وفي مقال آخر، وصف طارق الشريف جلال بأنه "فنان رائد في الحركة الفنية في سوريا"، شارك في نضال جلال للارتقاء بالحركة الفنية وكيف أنه "ظل مخلصًا لمبادئه حتى النهاية".

### التعليم
قُبل محمود جلال في عام 1935 لدراسة الرسم في أكاديمية الفنون الجميلة في روما، وأخذ دورات في النحت في معهد سان جاكومو في روما بإيطاليا، بعد تخرجه من الأكاديمية عام 1939 عاد جلال إلى سوريا وبدأ بتدريس وإدخال مفاهيم فنية جديدة، وفي عام 1960 أصبح مشرفاً على البرامج الفنية في مدارس دمشق.

### المساهمات
كان محمود جلال من المؤسسين الأصليين للجمعية السورية عام 1950، ثم جمعية الفنانين السوريين للرسم والنحت حيث أصبح رئيساً لها، كما أنه من القلائل الذين بذلوا جهدا كبيرا في إنشاء كلية الفنون الجميلة عام 1960، حيث عمل أستاذ للنحت والتصوير بها، وأصبح فيما بعد عميدا لها حتى عام 1970 وبعد إنشاء الكلية، أصبح مقرر للجنة الفنون الجميلة بالمجلس الأعلى لرعاية الفنون منذ إنشائه حتى عام 1969. كلفته الدولة باستكمال العديد من المنحوتات والنصب التذكارية الكبيرة، بما في ذلك نصب تذكاري في مدينة عامودا.

### الجوائز والتقدير
- حصل محمود جلال على الجائزة الأولى في الرسم عام 1951 في المتحف الوطني بدمشق.
- حصل على الجائزة الأولى في النحت عام 1951 في معرض دمشق الوطني.
- حصل على براءة اختراع تقديرية من وزارة الثقافة عام 1960.
- قدم البيان التأسيسي لنقابة الفنون الجميلة في الجلسة التأسيسية الأولى للنقابة عام 1969.
- حصل على وسام الاستحقاق السوري من الدرجة الأولى عام 1971.[3]

### المجموعات
- المتحف الوطني بدمشق، سوريا.
- وزارة الخارجية، دمشق، سوريا.
- وزارة الثقافة، دمشق، سوريا.
- وزارة التربية والتعليم، دمشق، سوريا.
- أقتناء أعمال محمود جلال الفنية من قبل جامعي الأعمال الخاصة داخل وخارج البلاد.[4]

## روابط خارجية
- محمود جلال
- http://esyria.sy/sites/code/index.php?site=hasakeh&p=stories&category=arts&filename=201204232240012
- https://www.researchgate.net/figure/Mahmoud-Jalal-Tent-of-a-Beduin-Family-1951-watercolor-22-x-30-cm-National-Museum_fig3_333755852
- https://www.researchgate.net/publication/333755852_Art_Education_in_Twentieth_Century_Syria
- https://www.atassifoundation.com/artists/mahmoud-jalal
- http://images.exhibit-e.com/www_ayyamgallery_com/SyriasApexGenerationCatalogue.pdf